# IC 4633
IC 4633 — галактика типу Sc (компактна спіральна галактика) у сузір'ї Райський Птах.
Цей об'єкт міститься в оригінальній редакції індексного каталогу.